# Fake Problems
Fake Problems, parfois raccourci par Fakey P, est un groupe de rock américain de Naples, en Floride, dont le premier album, How Far Our Bodies Go, sur des productions Sabot est sorti le 27 avril 2007 ; le deuxième disque, It's Great To Be Alive, a été produit grâce à Side One Dummy Records le 17 février 2009.

## Biographie

### Historique
Fake Problems, créé par Chris Farren en 2001, a commencé comme un projet solo. Farren a été dans un autre groupe à l'époque, mais il voulait développer sa créativité et écrire de la musique différente. Lorsque je pense à un projet solo, la plupart des gens la voient une personne avec juste une guitare acoustique, mais Farren utilise des instruments multiples et enregistre tout sur son ordinateur personnel. .
Finalement, Lee Perry, et Stevenson rejoignent Farren. Tous les membres de la bande ont grandi à Naples et se connaissent depuis qu'ils ont environ 14 ans.
Les membres ont été en mesure de faire du groupe une obligation à plein temps en permettant un horaire de tournées incessantes. Stevenson a renoncé à l'occasion d'aller à la Berklee College of Music à Boston pour le film score. Membres Lee et Perry avaient aussi un projet parallèle appelé Séjour & Fight, bien qu'il soit considéré comme mort dans l'eau, depuis la signature de Side One Dummy.

### Style de musique / Influences
Fake Problems est fortement influencé par plusieurs genres de musique, notamment le punk rock, le folk, la pop et la musique country. Ils utilisent un certain nombre d'instruments différents pour parfaire leur musique enregistrée. Dans plusieurs chansons, mandoline, guitare, violon lap-steel/slide et les cornes en laiton peuvent être entendues en même temps avec les guitares et les tambours. Le groupe affirme qu'ils ont été influencés par de nombreux groupes, tels que Cursive, Bright Eyes, The Good Life (en), Waylon Jennings, Hank Williams, et Blink 182.

## Membres
- Chris Farren, chant et guitare
- Derek Perry, basse
- Sean Stevenson, batterie
- Casey Lee, guitare

Anciens membres
- Chris Donaldson, batterie

## Discographie
EP
- Too Much Like Home (2001, For Documentation Only Records)
- From a Fashion Standpoint (2004, For Documentation Only Records)
- Oh No! (2005, Self Released)
- Spurs & Spokes (2006, Sabot Productions)
- Spurs & Spokes/Bull Matador (2006, Sabot Productions)
- Viking Wizard Eyes Wizard Full Of Lies (2008, Good Friends Records)

Albums
- How Far Our Bodies Go (2007, Sabot Productions)
- It's Great to Be Alive (2009, SideOneDummy)

Singles
- The Dream Team (2009, SideOneDummy)

Splits
- Fake Problems/Look Mexico - Under The Influence Vol. 1 (2008, Suburban Home Records)
- Fake Problems/Any Day Now (2005, Self Released)
- Fake Problems/Ninja Gun (2009, Sabot Productions)

Démos
- Watching The Bull Get The Matador (Self Released)